# Ali Korça
Hafiz Ali Korça (ur. 5 kwietnia 1873 w Korczy, zm. 31 grudnia 1956  lub 7 stycznia 1957 w Kavajë) – albański pedagog i mufti, działacz narodowy.

## Życiorys
Pobierał naukę podstawową i średnią w Korczy, następnie ukończył studia z zakresu teologii i filozofii na Uniwersytecie Osmańskim w Konstantynopolu. Wrócił do Korczy, gdzie pełnił funkcję muftiego, z jego inicjatywy powstała szkoła średnia, w której nauczał języka albańskiego.
W 1886 roku zaangażował się w działalność albańskiego ruchu narodowego, w maju 1894 roku spotkał się w Bułgarii z Albańczykami Dhimitërem Mole, Kristo Luarasim, Shahinem Kolonją oraz z Jusufem Turabim Kërçovą; podczas powrotu do Konstantynopola Korça był śledzony przez osmańską policję, a następnie uwięziony w więzieniu Beshiktash z powodu znalezienia przy nim albańskich zakazanych w kraju książek. Miał zostać zesłany do Synopy, do czego ostatecznie nie doszło wskutek osobistego wstawienia się jego wuja Abdurrahmana Nurettina Paszy u sułtana Abdülhamida II.
Po uwolnieniu kontynuował działalność na rzecz niepodległości Albanii, jednak w 1903 roku został z tego powodu ponownie ukarany przez władze osmańskie poprzez wygnanie do Konyi. W listopadzie 1908 roku wziął udział w kongresie manastirskim, a w lipcu 1909 uczestniczył w kongresie w Debarze. 18 września 1909 roku powołał do życia stowarzyszenie Përparimi.
Z okazji dojścia do władzy księcia Wilhelma zu Wieda w 1914 roku wygłosił przemówienie w języku francuskim. W 1918 roku pełnił obowiązki przewodniczącego Najwyższej Rady Szariatu w Szkodrze, jednak w tym samym roku przeniósł się do Tirany, gdzie do 1924 roku przewodził tirańskiej Najwyższej Radzie Szariatu.
Po II wojnie światowej był przez albańskie władze komunistyczne więziony z powodów politycznych.

## Książki
- Shtatë ëndrat e Shqipërisë (1924)[3]
- Bolshevizma a çkatrrim i njerëzimit (1925)[6]
- Kurani i Madhënueshim e thelbi i tij (1926)[3]

## Podręczniki szkolne[3]
- Gramatika
- Myslimanija për shkollat fillore
- Syntaksa shqip-arabisht
- Alfabeti Arabisht (1914)
- Fjalime për shkollat e mesme (1916)

## Tłumaczenia[3]
- Mevlud. Prej Hafez Ali-ut Hatib i Korçës. (1909)[2][7]
- Abetare prej Hafez Ali-ut Hatib i Korçës. (1910)[2][7]
- Treqint e tri fjalet të imami Aliut prej Hafez Ali-ut Hatib i Korçës. (1910)[2][7]
- Gjylistani (1925)
- Rubaijati (1942)

## Odznaczenia
15 lutego 2017 roku został pośmiertnie odznaczony Orderem Nderi i Kombit przez prezydenta Albanii Bujara Nishaniego.

## Życie prywatne
Syn efendiego Iljaza Kadiu.